# Cruguel
Cruguel (Krugell trong tiếng Bretagne) là một xã ở tỉnh Morbihan trong vùng Bretagne tây bắc Pháp. Xã này có diện tích 17,17 km², dân số năm 1999 là 595 người. Khu vực này có độ cao từ 52-166 mét trên mực nước biển.
Cư dân của Cruguel danh xưng trong tiếng Pháp là Cruguellois.